# 제3회 서강데뷔작영화제
제3회 서강데뷔작영화제는 2006년 9월 20일에 열린 시상식이다.

## 수상 및 후보

### 알바트로스 상
- 다섯은 너무 많아 - 안슬기 수상
- 나의 결혼 원정기 - 황병국
- 오로라 공주 - 방은진

### 뒤집어 보는 미국
- 굿 나잇, 앤 굿 럭 - 조지 클루니
- 미스테리 트레인 - 짐 자무쉬
- 그녀는 날 싫어해 - 스파이크 리

### 디지털시네마 초청전
- 에로틱 번뇌보이 - 최진성
- 삼거리 무스탕 소년의 최후 - 남기웅

### 데뷔작 특별 초청전
- 죽거나 혹은 나쁘거나 - 류승완